# Бьоза
Бьоза́ (фр. Biozat) — коммуна во Франции, находится в регионе Овернь. Департамент коммуны — Алье. Входит в состав кантона Ганна. Округ коммуны — Виши.
Код INSEE коммуны — 03030.

## Население
Население коммуны на 2008 год составляло 723 человека.
| 1962 | 1968 | 1975 | 1982 | 1990 | 1999 | 2008 |
| ---- | ---- | ---- | ---- | ---- | ---- | ---- |
| 594  | 680  | 663  | 684  | 716  | 663  | 723  |

## Экономика
В 2007 году среди 462 человек в трудоспособном возрасте (15—64 лет) 343 были экономически активными, 119 — неактивными (показатель активности — 74,2 %, в 1999 году было 70,3 %). Из 343 активных работали 308 человек (172 мужчины и 136 женщин), безработных было 35 (15 мужчин и 20 женщин). Среди 119 неактивных 20 человек были учениками или студентами, 59 — пенсионерами, 40 были неактивными по другим причинам.

## Достопримечательности
- Церковь Сен-Симфорьен (XII век)
- Ферма Фонтнобль (XV-XVIII века)
- Шато Версан (XIX век), исторический памятник с 2007 года
- Древнеримский и кельтский каменный межевой столб, исторический памятник с 1946 года

## Фотогалерея

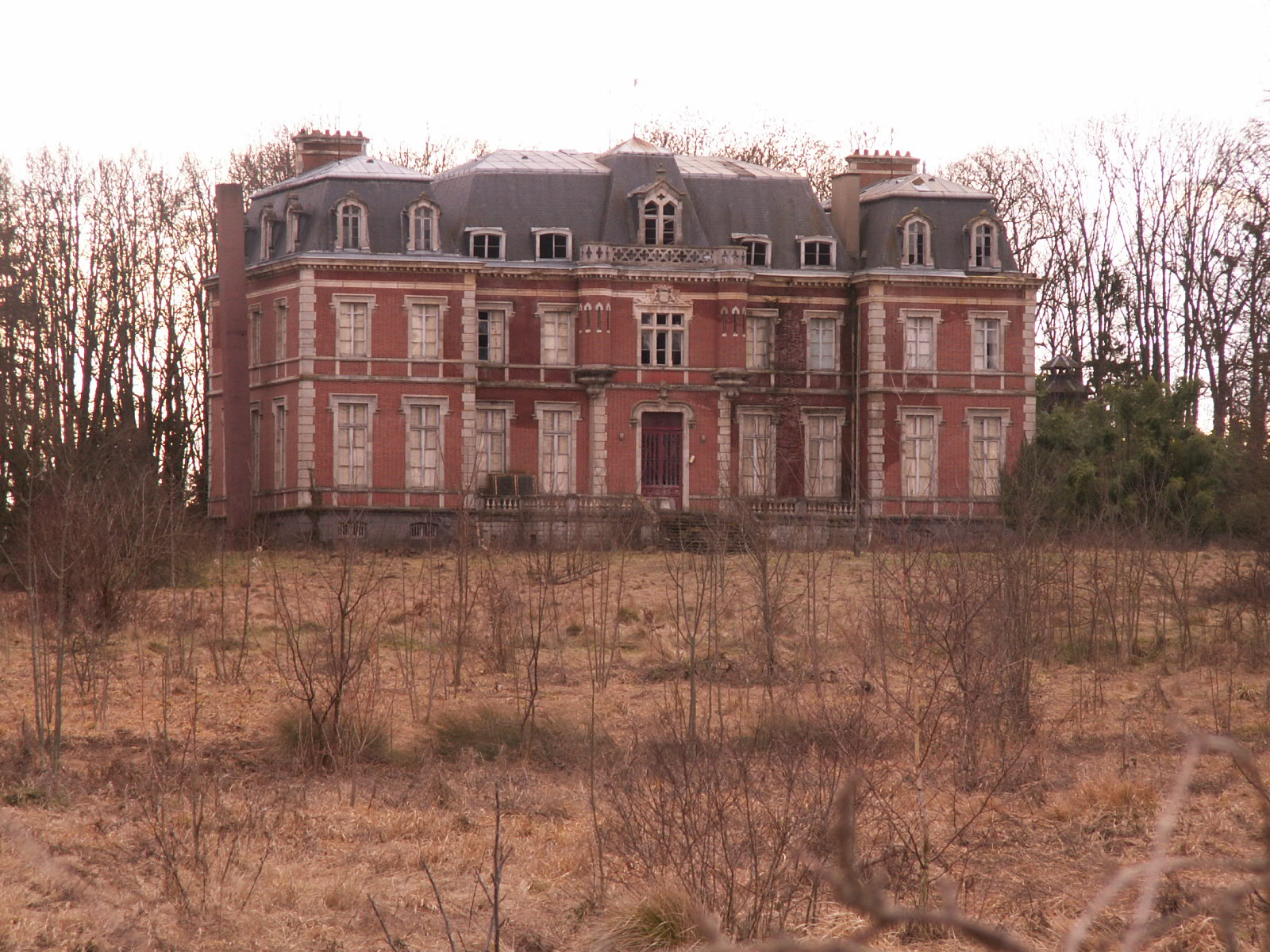
Шато Версан
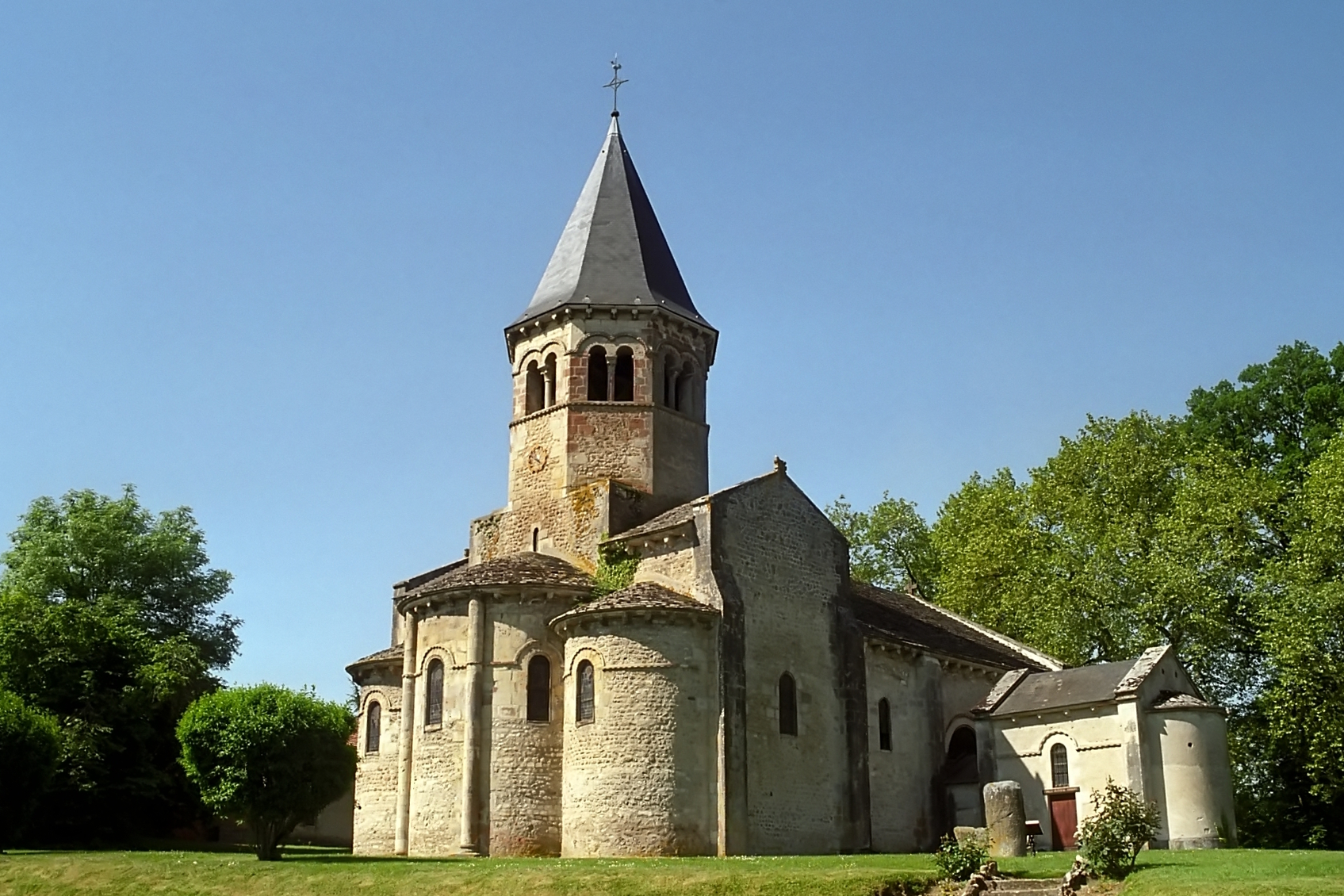
Церковь Сен-Симфорьен